# Happy Ending - Il segreto della felicità
Happy Ending - Il segreto della felicità (Happy Ending) è un film del 2023 diretto da Joosje Duk.

## Trama
Luna e Mink sono una coppia giovane che sta insieme da un anno.
La loro relazione prosegue con complicità e affetto, ma Luna finge i suoi orgasmi. 
Durante i festeggiamenti per il loro primo anniversario, Luna propone a Mink un ménage a trois per cercare una possibile nuova via di piacere.

## Distribuzione
Il film è stato distribuito sulla piattaforma Netflix a partire dal 1º settembre 2023.